# مؤسسه ملی علم و فناوری چونگ-شان
مؤسسه ملی علم و فناوری چونگ-شان (انگلیسی: National Chung-Shan Institute of Science and Technology) شرکت دولتی صنایع جنگ‌افزاری تایوانی است، که در سال ۱۹۶۹ تأسیس شد.